# Макаев, Гариф Давлетович
Макаев Гариф Давлетович (14.02.1904 — 22.01.1981) — советский военачальник, участник Великой Отечественной войны 1941—45, командир 313-го кавалерийского полка 112-й Башкирской кавалерийской дивизии.

## Биография
Родился в п. Никитинский Оренбургского уезда одноимённой губернии, ныне с. Никитино Саракташского района Оренбургской области. Был старшим ребёнком. Окончил 7 классов.
В РККА с 1926 года. В 1926—1929 годах служил в 43‑м кавалерийском полку 8‑й Гомельской кавалерийской дивизии (г. Оренбург).
В 1929—1932 годах курсант кавалерийского отделения Объединённой татаро-башкирской военной школы (г.Казань). Член ВКП(б) с 1930 г.
После окончания военной школы назначен командиром взвода курсантов там же. Заместителем командира взвода служил будущий Герой Советского Союза Т. Т. Кусимов.
В 1932—33 служил командиром взвода 45‑го кавалерийского полка 11‑й Оренбургской кавалерийской дивизии (г. Орск).
Будучи инструктором по кавалерийской подготовке Макаев часто участвовал в армейских соревнованиях. Им установлен рекорд — прыжок на кавалерийском коне через препятствие высотой 2 метра.
В 1935 году 11-я Оренбургская кавалерийская дивизия была передислоцирована в Белорусский военный округ (г. Пуховичи).
В 1937 окончил кавалерийские курсы усовершенствования командного состава (г. Новочеркасск).
В июле 1940 года части 11-й кавалерийской дивизии обращены на формирование 7-й танковой дивизии 6-го механизированного корпуса.
С ноября 1940 года командир батальона 201 мотострелкового полка 84-й моторизованной дивизии (Литва). Эта дивизия принимала участие в советско-финляндской войне (1939—1940).
Участвовал в боях Великой Отечественной войны с 22 июня по 1 августа 1941 года. Был ранен. После излечения с ноября 1941 преподавал в Чкаловском кавалерийском училище (г. Оренбург).
7 декабря 1941 года майор Макаев прибыл в Уфу, чтобы возглавить один из кавалерийских полков Управления формирования Сто двенадцатой Башкирской кавалерийской дивизии.
Опытный кавалерист-инструктор майор Макаев за короткий срок (4 месяца) сумел обучить новобранцев из своего кавалерийского полка и подготовить из них отличных наездников.
С мая 1942 года воевал в должности командира 313-го кавалерийского полка 112 кавалерийской дивизии под командованием полковника М. М. Шаймуратова.
Первую награду — орден Красной Звезды получил в июле 1942 года за оборонительные бои на реке Олым (Брянский фронт). В октябре 1942 года ему присвоено звание подполковника.
20 ноября 1942 года, участвуя в боях Сталинградской наступательной операции (Юго-Западный фронт), был тяжело ранен и до 1 марта 1943 года находился в тыловом госпитале.
С 9 августа 1943 года служил заместителем командира, с 14 января 1944 года командиром 7‑го запасного полка 4‑й запасной кавалерийской бригады САВО (г.Алма-Ата). Бригада готовила пополнение только для гвардейских кавалерийских корпусов. Летом 1944 года бригада прибыла в Киевский военный округ (г. Изяславль) для борьбы с бандеровцами. Звание полковника присвоено в 1946 году.
С июня 1947 года начальник Ононского военного конного завода Красной Армии №141 (Забайкальский военный округ). Конезавод был расформирован в 1949 г.
С 1948 командовал 16‑м кавполком 7‑й отдельной кавалерийской дивизии. В конце 1948 года направлен на учёбу в Краснознамённую высшую офицерскую кавалерийскую школу им. С. М. Будённого (Москва).
С 1949 служил помощником начальника по снабжению Тамбовского Краснознамённого кавалерийского училища им. 1‑й Конной Армии (г. Кирсанов, с 1954 — Тамбовское артиллерийское техническое военное училище). В марте 1955 года уволен в запас.
Проживал в г. Воронеж. Умер  в 1981 году

## Награды
Орден Ленина (19.11.1951)
Орден Красной Звезды (31.07.1942, 03.11.1944)
Орден Красного Знамени (05.11.1946)
Орден Отечественной войны 1 степени
Медаль «За оборону Сталинграда»
Медаль «За победу над Германией в Великой Отечественной войне 1941—1945 гг.»